# 8 февруари
8 февруари е 39-ият ден в годината според григорианския календар. Остават 326 дни до края на годината (327 през високосна).

## Събития
- 1215 г. – По време на Седмия кръстоносен поход, кръстоносците са разбити при Ал-Мансур (Египет).
- 1587 г. – Бившата шотландската кралица Мария Стюарт е екзекутирана по подозрение за участие в заговор за убийство на нейната братовчедка английската кралица Елизабет I.
- 1600 г. – Джордано Бруно е осъден от Инквизицията на смърт.
- 1724 г. – С указ на император Петър I е създадена Руска академия на науките.
- 1861 г. – Основани са Конфедералните американски щати.
- 1904 г. – Избухва Руско-японската война, след изненадваща торпедна атака на японската военна флотилия срещу руски кораби край Порт Артур, Китай.

- 1931 г. – Тържествено е открита новата столица на Индия – Ню Делхи.
- 1920 г. – Тирана става столица на Албания.
- 1950 г. – Създадено е Министерството на държавната сигурност на ГДР, известно още като ЩАЗИ.
- 1952 г. – Елизабет II е обявена за кралица на Великобритания.
- 1965 г. – Във Великобритания е забранена рекламата на цигари по телевизията.
- 1974 г. – В Горна Волта е извършен военен преврат.
- 1974 г. – Третият (последен) екипаж на американската космическа станция Скайлаб се завръща на Земята след 84-дневен престой в станцията.
- 1989 г. – Полет 1851 на „Индипендънт Еър“ се удря в планината Пико Алто по време на заход към летище „Санта Мария“ на Азорските острови и убива всички 144 души на борда.
- 1990 г. – Андрей Луканов съставя правителство на България, а на 7 август същата година подава оставката му.
- 1998 г. – Зимни олимпийски игри: Провежда се първият женски хокей на лед в историята на зимните олимпийски игри, в който Финландия побеждава Швеция с 6:0.
- 2002 г. – Зимни олимпийски игри: Започват XIX Зимни олимпийски игри в Солт Лейк Сити.

## Родени
- 412 г. – Прокъл, гръцки философ († 485 г.)
- 1191 г. – Ярослав II княз на Владимирско-Суздалското княжество († 1246 г.)
- 1405 г. – Константин XI Палеолог, император на Византийската империя († 1453 г.)
- 1557 г. – Робърт Бъртън, английски писател († 1640 г.)
- 1700 г. – Даниел Бернули, швейцарски математик, физик († 1872 г.)
- 1744 г. – Карл Теодор фон Далберг, германски държавник († 1817 г.)
- 1792 г. – Каролина Августа Баварска, императрица на Австрия († 1873 г.)
- 1794 г. – Фридлиб Рунге, немски химик († 1867 г.)
- 1798 г. – Михаил Павлович, велик княз на Русия († 1849 г.)
- 1799 г. – Джон Линдли, английски ботаник († 1865 г.)
- 1810 г. – Елифас Леви, френски езотерик († 1875 г.)
- 1825 г. – Хенри Уолтър Бейтс, английски естественик († 1892 г.)
- 1828 г. – Жул Верн, френски писател († 1905 г.)
- 1834 г. – Димитрий Менделеев, руски химик († 1907 г.)
- 1853 г. – Георги Агура, български офицер († 1915 г.)
- 1858 г. – Херман Шкорпил, чешко-български археолог († 1923 г.)
- 1861 г. – Петър Вариклечков, български офицер († 1958 г.)
- 1872 г. – Тодор Хвойнев, български революционер († 1957 г.)
- 1878 г. – Мартин Бубер, немски философ († 1965 г.)
- 1880 г. – Франц Марк, германски художник († 1916 г.)
- 1881 г. – Георги Баждаров, български революционер и учител († 1929 г.)
- 1883 г. – Иван Минков, български опълченец († 1925 г.)
- 1883 г. – Йозеф Шумпетер, австрийски икономист († 1950 г.)
- 1888 г. – Якоб Кайзер, немски политик († 1961 г.)
- 1890 г. – Владимир Поптомов, български политик († 1952 г.)
- 1895 г. – Хорлоогийн Чойбалсан, монголски политик († 1952 г.)
- 1911 г. – Йосиф Йосифов, български композитор († 2001 г.)
- 1915 г. – Пенчо Данчев, български критик (* 1989 г.)
- 1921 г. – Лана Търнър, американска актриса († 1995 г.)
- 1922 г. – Ерика Буркарт, швейцарска поетеса († 2010 г.)
- 1922 г. – Юрий Авербах, руски шахматист († 2022 г.)
- 1925 г. – Джак Лемън, американски актьор († 2001 г.)
- 1928 г. – Вячеслав Тихонов, руски актьор († 2009 г.)
- 1929 г. – Карл Колер, австрийски футболист († 2009 г.)
- 1930 г. – Ева Щритматер, немска поетеса († 2011 г.)
- 1931 г. – Джеймс Дийн, американски актьор († 1955 г.)
- 1932 г. – Благовест Сендов, български математик († 2020 г.)
- 1932 г. – Джон Уилямс, американски композитор
- 1932 г. – Клиф Алисън, британски автомобилен състезател († 2005 г.)
- 1932 г. – Хорст Екел, германски футболист († 2021 г.)
- 1933 г. – Хироки Косай, японски астроном
- 1934 г. – Лада Галина, българска писателка († 2015 г.)
- 1941 г. – Ник Нолти, американски актьор
- 1946 г. – Герт Йонке, австрийски писател († 2009 г.)
- 1947 г. – Рашко Младенов, български актьор
- 1950 г. – Спас Панчев, български политик
- 1950 г. – Хосе Фалкон, кубински космонавт
- 1955 г. – Джон Гришам, американски писател
- 1955 г. – Константин Тренчев, български общественик
- 1956 г. – Марион Колева, българска журналистка
- 1958 г. – Христо Стоянов-Едрин, български журналист и писател († 2015 г.)
- 1958 г. – Марина Силва, бразилски министър
- 1959 г. – Симеон Щерев, български спортист
- 1959 г. – Хенри Черни, канадски актьор
- 1961 г. – Брус Тим, американски аниматор
- 1961 г. – Едуард Ераносян, български футболист
- 1964 г. – Герман Греф, руски политик
- 1966 г. – Бруно Лабадия, германски футболист
- 1966 г. – Христо Стоичков, български футболист
- 1968 г. – Гари Коулман, американски актьор († 2010 г.)
- 1971 г. – Борис Мисирков, български сценарист
- 1971 г. – Константин Джамбазов, български китарист
- 1972 г. – Грамадата, американски кечист
- 1974 г. – Улисес де ла Крус, еквадорски футболист
- 1977 г. – Дейв Фаръл, американски музикант (Linkin Park)
- 1979 г. – Димитър Анестев, български журналист
- 1980 г. – Камен Асенов, български актьор
- 1980 г. – Стивън Райт, английски футболист
- 1982 г. – Тодор Енев, български тенисист
- 1983 г. – Олга Сияпутра, индонезийски актьор († 2015 г.)
- 1984 г. – Цветан Генков, български футболист
- 1985 г. – Елизабет Пец, германска шахматистка
- 1987 г. – Виктор Неделчев, български сноубордист
- 1990 г. – Александър Вучев, български футболист
- 1990 г. – Симеон Иванов, български футболист
- 1992 г. – Карл Дженкинсън, английски футболист

## Починали
- 1265 г. – Хулагу, монголски хан (* 1217 г.)
- 1296 г. – Пшемисъл II, крал на Полша (* 1257 г.)
- 1587 г. – Мария Стюарт, шотландска кралица (* 1542 г.)
- 1676 г. – Алексей, цар на Русия (* 1629 г.)
- 1696 г. – Иван V, цар на Русия (* 1666 г.)
- 1725 г. – Петър I, император на Русия (* 1672 г.)
- 1778 г. – Анри Луи Льокен, френски артист († 1729 г.)
- 1838 г. – Иларион Критянин, гръцки духовник (* 1765 г.)
- 1849 г. – Франце Прешерн, словенски поет (* 1800 г.)
- 1874 г. – Давид Щраус, немски богослов и философ идеалист (* 1808 г.)
- 1886 г. – Иван Аксаков, руски публицист (* 1823 г.)
- 1905 г. – Константин Нунков, български революционер (* 1877 г.)
- 1916 г. – Густав Фалке, немски писател (* 1853 г.)
- 1918 г. – Луи Рено, френски писател, Нобелов лауреат (* 1843 г.)
- 1920 г. – Рихард Демел, немски поет, драматург и романист (* 1863 г.)
- 1921 г. – Пьотър Кропоткин, руски анархист (* 1842 г.)
- 1930 г. – Рудолф Мария Холцапфел, австрийски психолог и философ (* 1874 г.)
- 1931 г. – Йордан Гюрков, български революционер (* 1891 г.)
- 1932 г. – Йордан Миланов, български архитект (* 1867 г.)
- 1935 г. – Макс Либерман, немски художник (* 1847 г.)
- 1938 г. – Иван Зонков, деец на БКП (* 1890 г.)
- 1941 г. – Христо Паков, български военен деец (* 1859 г.)
- 1944 г. – Христо Михайлов, деец на БКП (* 1893 г.)
- 1957 г. – Валтер Боте, германски физик, Нобелов лауреат (* 1891 г.)
- 1957 г. – Джон фон Нойман, американски математик (* 1903 г.)
- 1960 г. – Дж. Л. Остин, британски философ (* 1911 г.)
- 1964 г. – Ернст Кречмер, германски психиатър (* 1888 г.)
- 1972 г. – Маркос Вамвакарис, гръцки музикант (* 1905 г.)
- 1974 г. – Фриц Цвики, швейцарски астрофизик (* 1898 г.)
- 1993 г. – Каспер ван ден Берг, нидерландски поет и пърформър (* 1956 г.)
- 1998 г. – Халдоур Лакснес, исландски писател, Нобелов лауреат през 1955 (* 1902 г.)
- 1999 г. – Айрис Мърдок, британска писателка (* 1919 г.)
- 2005 г. – Татяна Бек, руски поет и литературовед (* 1949 г.)
- 2007 г. – Анна Никол Смит, американска актриса и фотомодел (* 1967 г.)
- 2021 г. – Атанас Косев, български композитор и поет (* 1934 г.)
- 2022 г. – Люк Монтание, френски вирусолог (* 1932 г.)

## Празници
- България – Боен празник на Кюстендилски и Самоковски гарнизони
- Словения – Ден на културата
- Ден за по-безопасен интернет, организиран от Insafe (европейска мрежа от центрове за осведоменост)